# Campeonato Panamericano de Béisbol Sub-12 de 1995
El Campeonato Panamericano de Béisbol Sub-12 de 1995 con categoría Infantil AA, se disputó en Illinois, Estados Unidos del 2 al 13 de agosto de 1995. El oro se lo llevó Venezuela por segunda vez.

## Equipos participantes
- Argentina
- Brasil
- Ecuador
- El Salvador
- Estados Unidos
- Guatemala
- México
- República Dominicana
- Venezuela

## Resultados
| Posición | Selección            |
| -------- | -------------------- |
|          | Venezuela            |
|          | México               |
|          | República Dominicana |
| 4°       | Brasil               |
| 5°       | Estados Unidos       |
| 6°       | Ecuador              |
| 7°       | Guatemala            |
| 8°       | El Salvador          |
| 9°       | Argentina            |